# Operophtera brumata
Operophtera brumata là một loài bướm đêm trong họ Geometridae.

## Hình ảnh

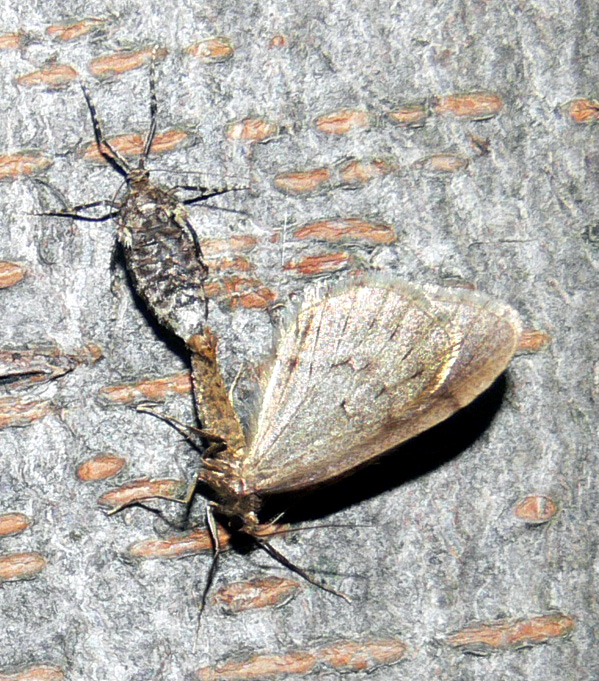
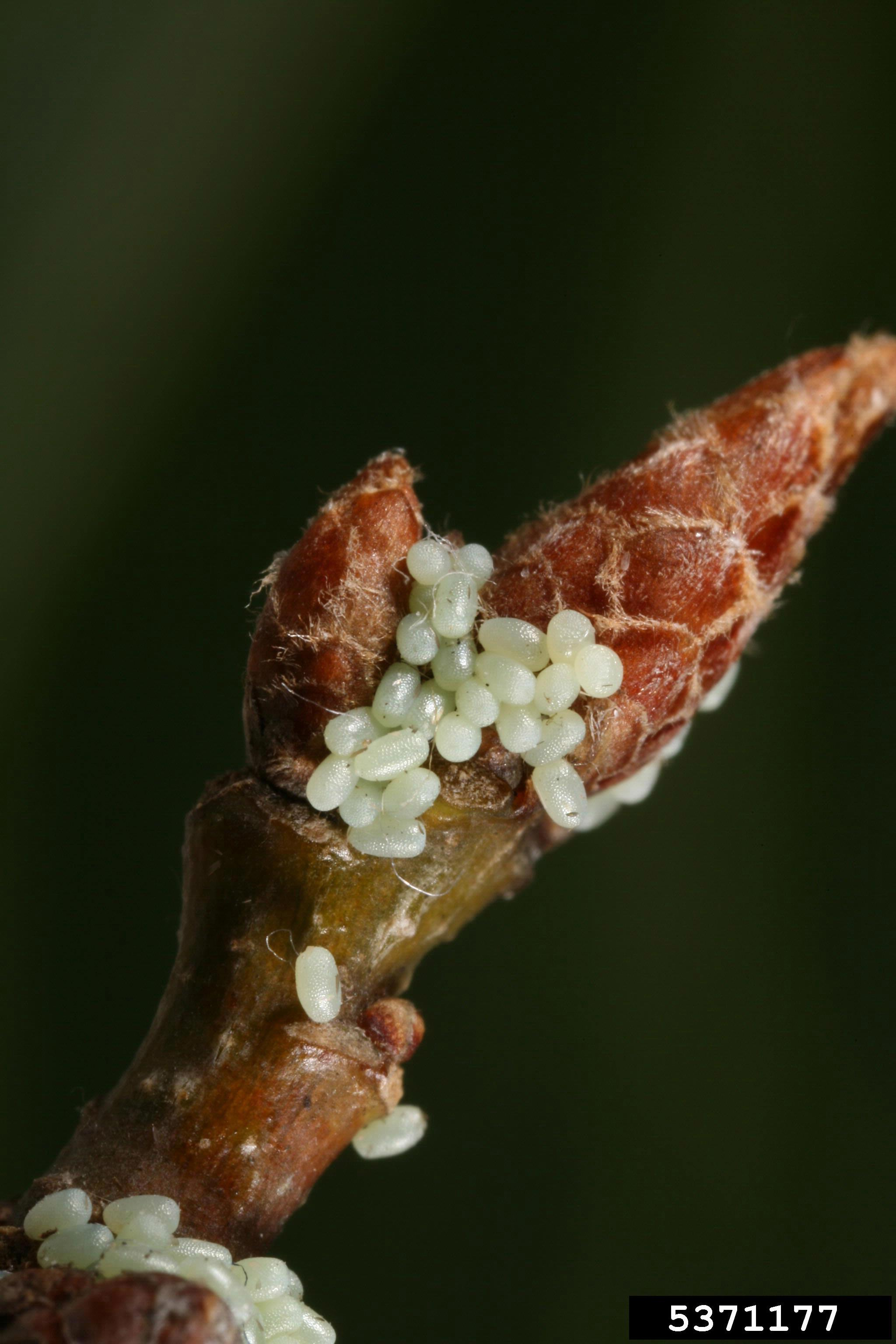
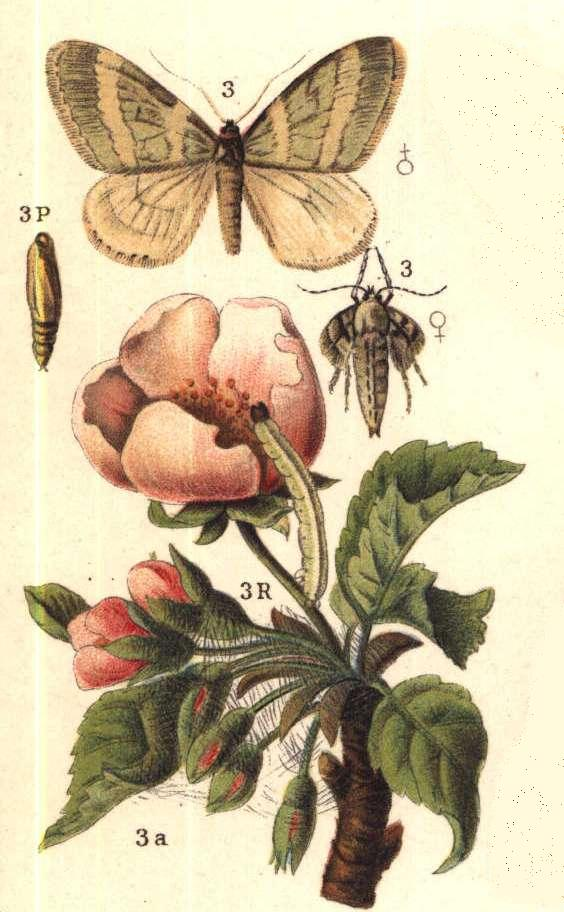
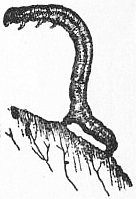